# كاثرين كارد
كاثرين كارد (بالإنجليزية: Kathryn Card)‏ هي مقدمة برامج إذاعية وممثلة أمريكية، ولدت في 4 أكتوبر 1892 في بوتي في الولايات المتحدة، وتوفيت في 1 مارس 1964 في كوستا ميسا في الولايات المتحدة بسبب نوبة قلبية.

## أعمال

### أفلام
- (1947) الباعة المتجولون

### مسلسلات
- أنا أحب لوسي

## وصلات خارجية
- كاثرين كارد على موقع IMDb (الإنجليزية)
- كاثرين كارد على موقع قاعدة بيانات برودواي على الإنترنت (الإنجليزية)
- كاثرين كارد على موقع قاعدة بيانات الفيلم (الإنجليزية)